# Harapagondanahalli, Koratagere
Harapagondanahalli là một làng thuộc tehsil Koratagere, huyện Tumkur, bang Karnataka, Ấn Độ.